# Lolo (rivière)
Pour les articles homonymes, voir Lolo.
La Lolo est une rivière dans la province de Sumatra occidental en Indonésie.

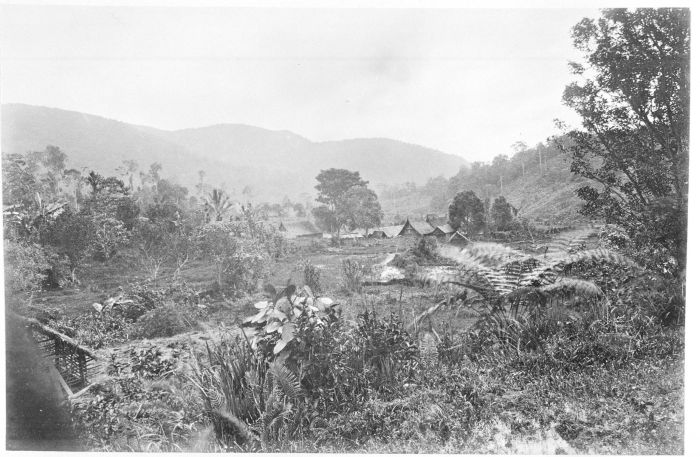
La vallée de la Lolo dans les années 1870